# Булбуката
Булбуката (рум. Bulbucata) — село у повіті Джурджу в Румунії. Адміністративний центр комуни Булбуката.
Село розташоване на відстані 28 км на південний захід від Бухареста, 44 км на північ від Джурджу.

## Населення
За даними перепису населення 2002 року у селі проживали 1013 осіб, з них 1012 осіб (99,9%) румунів. Рідною мовою 1012 осіб (99,9%) назвали румунську.